# Santa Cristina de Lena
St Christine of Lena (tiếng Tây Ban Nha: Santa Cristina de Lena) là nhà thờ Công giáo theo kiến trúc Asturia (nghệ thuật và kiến trúc tiền Roma nằm ở đô thị Lena, Asturias, khoảng 250 km phía nam Oviedo, Tây Ban Nha, và còn nằm trên con đường cổ của đế quốc La Mã là điểm giao cao nguyên với Asturias.

## Hình ảnh

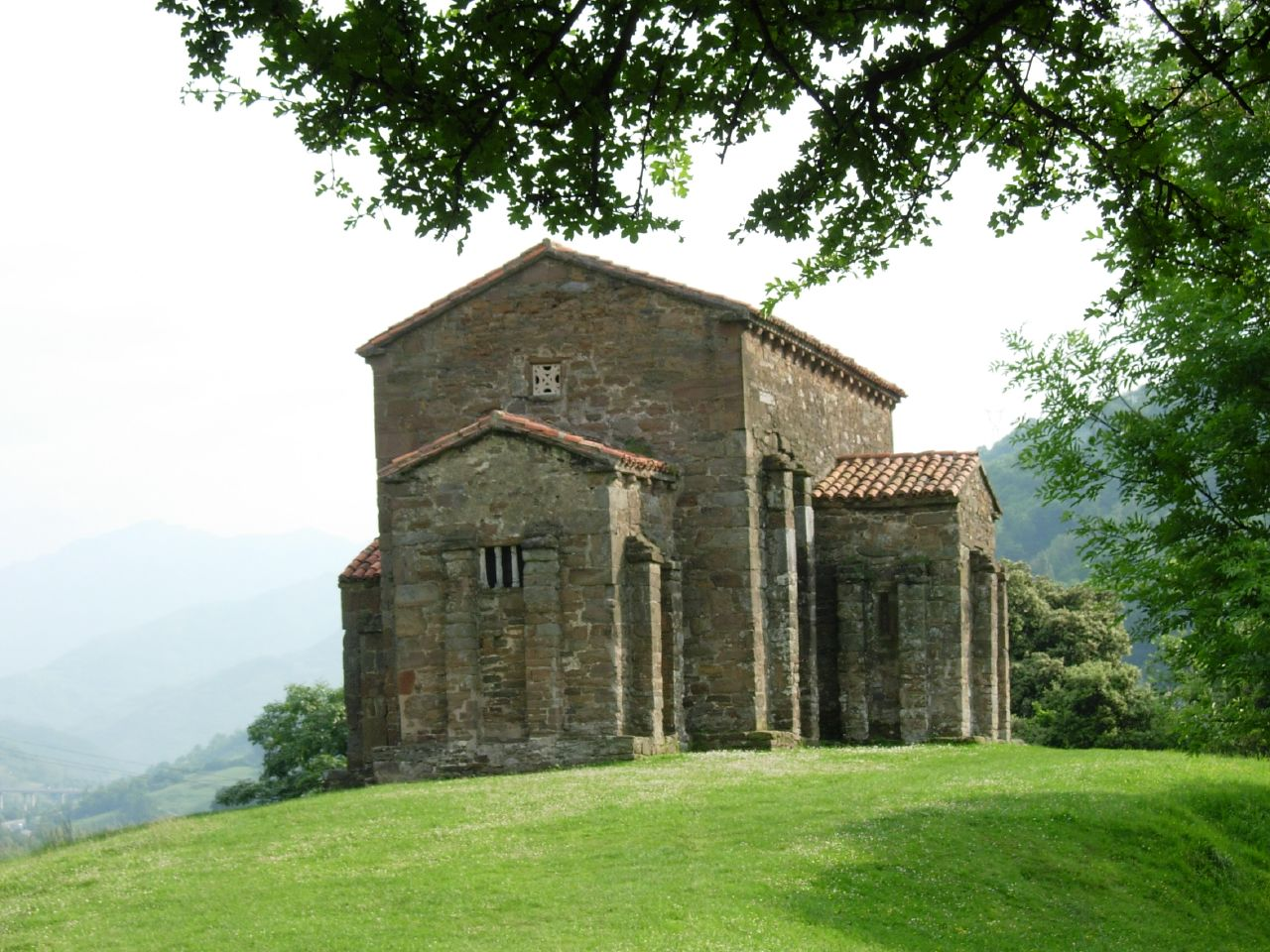
Cảnh từ bên ngoài
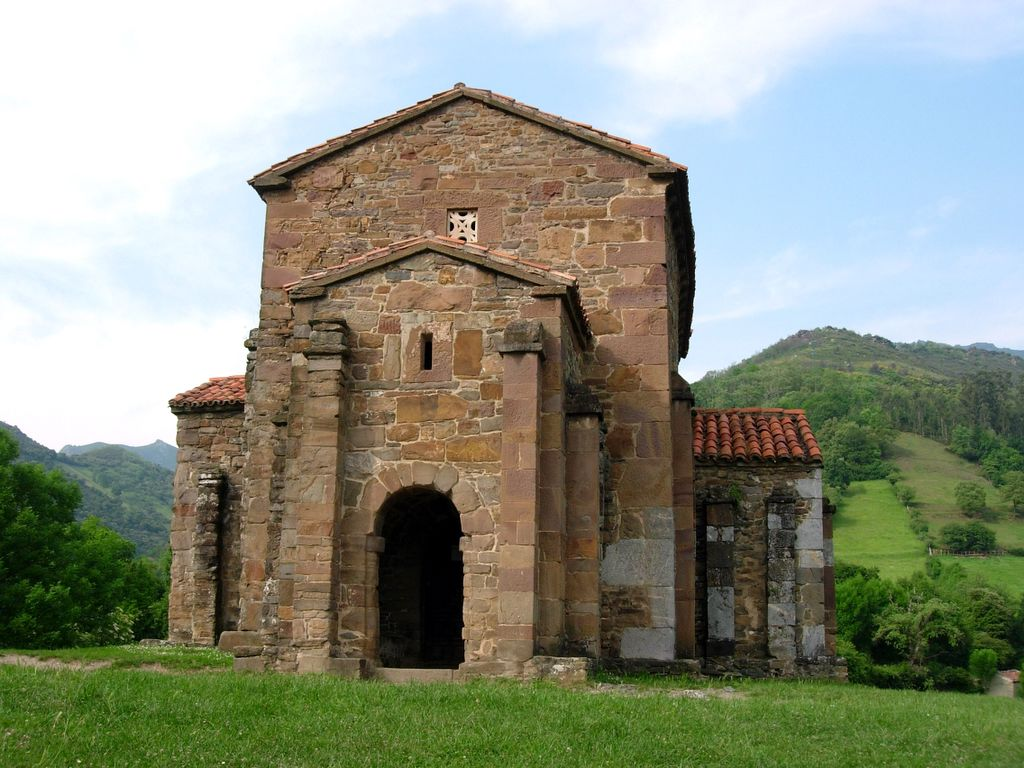
Cảnh từ bên ngoài
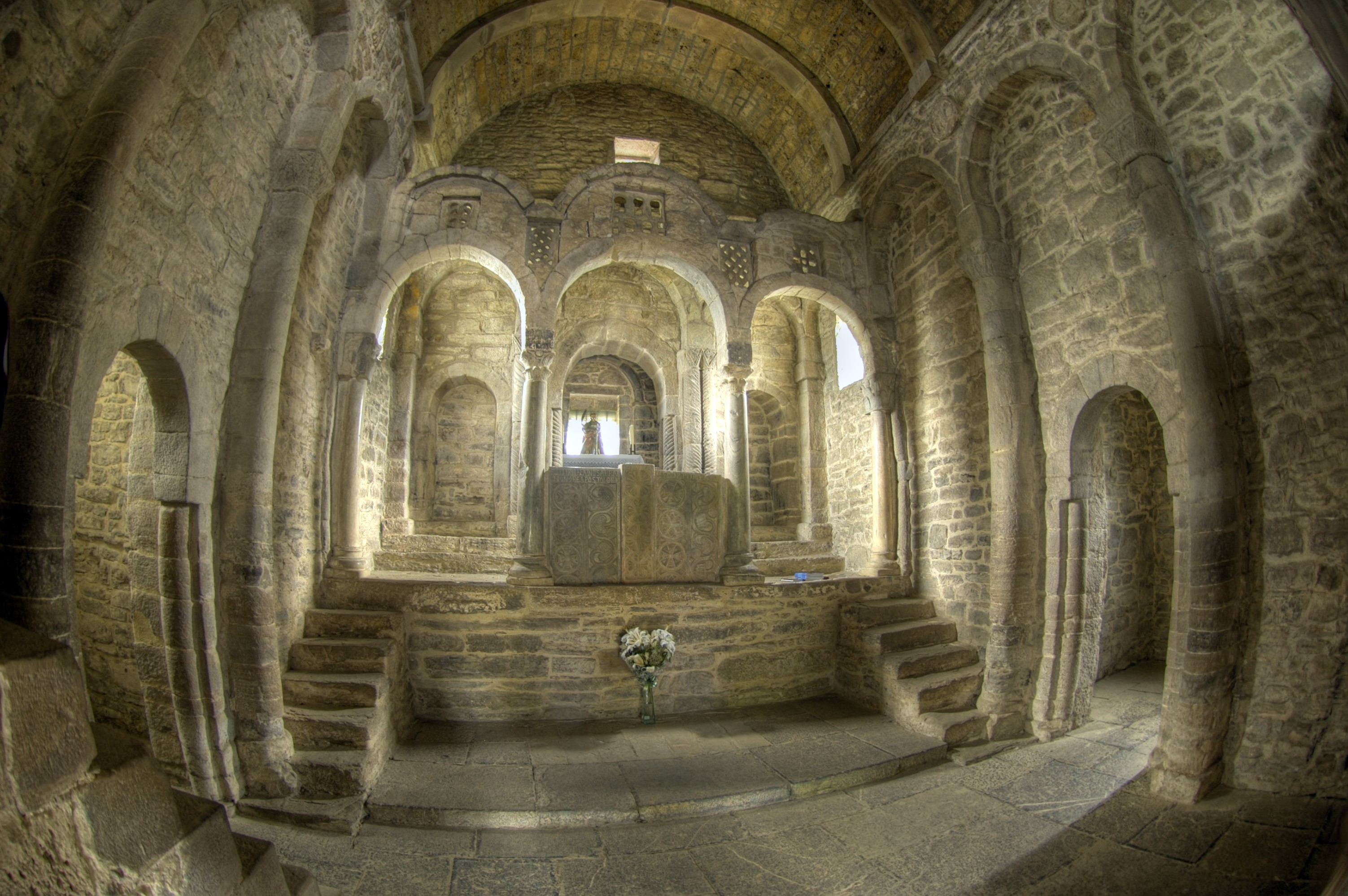
Khoảng không gian giữa và nhà thờ nhỏ
Bản đồ tầng trệt nhà thờ